# Oedipodium griffithianum
Oedipodium es el único género de musgo en la familia Oedipodiaceae, la cual contiene la única especie Oedipodium griffithianum. Esta especie se distribuye en los climas más fríos de Eurasia , América del Norte y América del Sur , y las islas del norte del Atlántico.
La relación de Oedipodium a otros musgos ha sido muy debatida. Anteriormente, el taxón se ha incluido en los órdenes Funariales o los Splachnales. Sin embargo, las características de los protonemas y su propagación asexual, junto con la evidencia molecular, apuntan a una relación más estrecha con la familia Tetraphidaceae.